# Волим да волим
Волим да волим је деветнаести музички албум  српског певача Шабана Шаулића. Објављен је 1995. године за издавачку кућу ЗаМ на компакт диск формату и аудио касети. На албуму се налази десет песама.

## Песме
| Бр. | Назив песме              | Трајање |
| --- | ------------------------ | ------- |
| 1.  | Девојчице моја           | 03:32   |
| 2.  | Хоћу с' тобом парче раја | 02:47   |
| 3.  | Љубавно лудило           | 04:35   |
| 4.  | Волим да волим           | 02:52   |
| 5.  | Ко је тај                | 03:46   |
| 6.  | О њој се прича свашта    | 03:56   |
| 7.  | Такав је Коле            | 04:06   |
| 8.  | Твоја јакна              | 03:37   |
| 9.  | Ја нисам анђео           | 03:02   |
| 10. | Волим те више од себе    | 03:02   |